# Quốc huy Cộng hòa Xã hội chủ nghĩa Xô viết Litva
Quốc huy Cộng hoà Xã hội chủ nghĩa Xô viết Litva (tiếng Litva: Lietuvos TSR valstybinis herbas) được thông qua vào năm 1940 bởi chính phủ Litva Xô viết. Biểu tượng được thiết kế bởi Vsevolodas Dobužinskis dựa trên Quốc huy Liên Xô. Quốc huy mới được thay thế là Vytis, được khôi phục khi Litva tuyên bố độc lập vào năm 1990.
Quốc huy này là một ví dụ về cái gọi là "huy hiệu xã hội chủ nghĩa". Nó có biểu tượng của nông nghiệp (cành sồi và lúa mì). Mặt trời mọc là tương lai của quốc gia Litva, ngôi sao đỏ cũng như búa liềm tượng trưng cho chiến thắng của chủ nghĩa cộng sản và "cộng đồng xã hội chủ nghĩa toàn thế giới". Dải ruy băng đỏ mang khẩu hiệu của Liên Xô (Vô sản toàn thế giới, đoàn kết lại!) bằng cả tiếng Nga và tiếng Litva (Visų šalių proletarai, vienykitės!). Từ viết tắt của Cộng hoà Xã hội chủ nghĩa Xô viết Litva chỉ được viết bằng tiếng Litva – LTSR (Lietuvos Tarybų Socialistinė Respublika). Quốc huy này có điểm khác biệt rất ít so với các nước cộng hòa xã hội chủ nghĩa như Estonia, Latvia, Moldavia...
Vào tháng 11 năm 1988, Xô viết Tối cao của Litva đã thay thế quốc kỳ bằng Quốc kỳ Litva và quốc ca bằng Tautiška giesmė. Litva là Cộng hòa Xô viết đầu tiên khôi phục các biểu tượng quốc gia. Tuy nhiên, quốc huy đã không được phục hồi. Quốc huy Litva truyền thống đã được công nhận là biểu tượng quốc gia, nhưng không được nâng lên vị thế của quốc huy và điều đó chỉ được thực hiện vào tháng 3 năm 1990, cùng ngày Litva tuyên bố độc lập. Quốc huy Cộng hòa Xã hội chủ nghĩa Xô viết Litva vẫn được sử dụng cho đến khi nền độc lập của Litva được Liên Xô công nhận vào ngày 6 tháng 9 năm 1991.